# Lagerkvist-Carsentys komet
Lagerkvist-Carsentys komet eller P/1997 T3 (Lagerkvist-Carsenty) eller 308P/Lagerkvist-Carsenty är en periodisk komet som upptäcktes 1 oktober 1997 av Claes-Ingvar Lagerkvist och Uri Carsenty vid La Silla-observatoriet.
Den första oktober hittade Lagerkvist ett nytt objekt som var punktformat och som därför togs för att vara en asteroid. Andreas Nathues, DLR tar senare nya bilder vid La Silla där Carsenty identifierar en svans som var 15 bågsekunder lång. Fler bilder togs de följande nätterna som bekräftade att objektet var en komet. 

## En svans åt fel håll
Mot slutet av oktober blev svansen tydligare och det blev nu uppenbart att den var riktad mot solen, och att den helt saknar svans bort ifrån solen, vilket är det vanligaste för kometer. Svansen består av dammpartiklar. Man har även observerat en koma runt kärnan. Med upptäckten av objekt som klassificerats som både kometer och asteroider såsom 2060 Chiron och med upptäckten av asteroidbältskometerna såsom 133P/Elst-Pizarro har man blivit tveksam över om det finns någon skarp gräns mellan kometer och asteroider. Vidare studier av detta objekt krävs för att fastställa dess exakta natur, men sådant som att den har en omloppsbana som liknar andra kometer talar för att det rör sig om en komet.
Vid en integration av omloppsbanan bakåt i tiden, visar det sig det att kometen kommit bara 1,6 miljoner kilometer från Saturnus den 9 oktober 1954. Resultatet blev en dramatisk förändring av omloppsbanan.